# Тезеро
Тезеро (итал. Tesero) — коммуна в Италии, располагается в провинции Тренто области Трентино-Альто-Адидже.
Население составляет 2937 человек (на 2021 г.), плотность населения составляет 52 чел./км². Занимает площадь 50 км². Почтовый индекс — 38038. Телефонный код — 0462.
Покровителем населённого пункта считается святой Елисей. Праздник ежегодно празднуется 14 июня.

## Демография
Динамика населения: